# Sepiella
Sepiella — Metasepia[прояснить] — род головоногих из семейства настоящие каракатицы отряда каракатицы. Максимальная длина тела от 5 (Sepiella ocellata) до 12,5 (Sepiella inermis) см. Встречаются в Тихом, Атлантическом и Индийском океанах. Безвредны для человека, ряд видов служат объектами промысла

## Виды
Известно два признанных вида:
- Sepiella cyanea
- Sepiella inermis
- Sepiella japonica
- Sepiella mangkangunga
- Sepiella ocellata
- Sepiella ornata
- Sepiella weberi